# Heliotropium lapidicola
Heliotropium lapidicola är en strävbladig växtart som beskrevs av Lyndley Alan Craven. Heliotropium lapidicola ingår i Heliotropsläktet som ingår i familjen strävbladiga växter. Inga underarter finns listade i Catalogue of Life.